# Historia 16
Historia 16 va ser una revista espanyola divulgativa de caràcter mensual, editada per Información y Revistas, S. L., que va pertànyer al Grupo 16. Fou fundada per Juan Tomás de Salas, periodista espanyol creador de Diario 16 i Cambio 16 i propietari de Grupo 16, i publicada des d'abril de 1976 fins a desembre de 2008.
Amb la seva seu a Madrid, la revista, especialitzada en història, va abastar tant l'edat antiga i medieval com l'època moderna i la contemporània. Els seus articles i reportatges són rigorosos i de certa extensió. La senzillesa estilística amb la qual són presentats els temes la converteixen en una revista especialitzada en divulgació de temes històrics, però dirigida a un públic ampli.

## Història de la revista
Fundada el 1976 pel periodista espanyol Juan Tomás de Salas, propietari de la societat editora Grupo 16 a partir de 1984, la revista va estar dirigida des de la seva creació fins a maig de 1998 per David Solar. Periodista espanyol especialitzat en història contemporània i corresponsal en diversos conflictes internacionals, com la descolonització del Sàhara, Solar va encapçalar i va elevar fins a cert prestigi Història 16 a través de la recerca i la divulgació periodístiques de temes històrics desconeguts i l'edició de col·leccions especialitzades, com per exemple Cuadernos, una compilació de treballs, obres i escrits sobre la història de l'art d'Espanya. La crisi de finals de la dècada dels 90 va motivar el canvi en l'adreça de la revista.
Després de diversos anys de produir beneficis, la revista, afectada per la crisi general de la societat editora Grup 16, va començar a perdre diners a principis dels 90. En 1993 Historia 16 es va desvincular del conglomerat, que a l'any següent passaria a ser propietat de Juan Tomás de Salas. A pesar que la revista va passar a ser editada per Información y Revistas, S. L., va continuar impressionada pels comptes deficitaris de la societat editora. Tractant de mantenir a la revista al marge dels deutes contrets per les empreses de Tomás de Salas, David Solar, el director d'Historia 16, i el seu equip van intentar comprar la publicació pel valor simbòlic d'una pesseta, assumint així els deutes contrets. El propietari va rebutjar l'oferta i va assumir ell mateix la direcció de la revista el 1998.

## Apartats i temes recurrents
La revista, que abasta universalment tots els períodes històrics, tractant especialment els conflictes més rellevants de l'època contemporània, com per exemple la guerra civil espanyola o la dictadura franquista i la transició democràtica a Espanya, sol comptar amb la col·laboració i les aportacions d'historiadors de renom. Cada exemplar sol centrar els seus articles i els seus reportatges principals en un tema determinat, presentat breument en l'editorial que apareix al principi de cada publicació.
A més de les seves seccions permanents i estables, com per exemple l'Editorial, Historia al dia (apartat en el qual es presenten les principals exposicions dels diferents museus a Espanya), Sucedió en… (breu cronologia mensual en la qual s'exposen determinats esdeveniments d'un mes i any concret) o Cinema (secció extensa que ofereix reportatges sobre un director o pel·lícula concreta), la revista compta amb altres apartats que varien en funció de la publicació i la temàtica concreta del nombre.
L'extensió dels articles i els reportatges publicats a Historia 16 sol variar. En general, gaudeixen de certa amplitud i solen aprofundir més o menys en els temes tractats amb senzillesa i amb un estil periodístic remarcat. En aquest sentit, la revista, de caràcter mensual, està dirigida al gran públic. Amb relació a les col·leccions, al llarg de la seva existència, Historia 16, sobretot durant la perllongada adreça de David Solar, va impulsar alguns projectes i col·leccions que van adquirir notorietat, com la ja esmentada Cuadernos, Serie de 100 Cuadernos de Historia 16, serie de Cuadernos del Mundo Actual o los Cuadernos del Arte Español.